# 어니 롬바디
어니스토 내털리 롬바디(영어: Ernesto Natali Lombardi, 1908년 4월 6일~1977년 9월 26일)는 미국의 프로 야구 선수로, 포지션은 포수였다. 메이저 리그 베이스볼(MLB)에서 1931년부터 1947년까지 17시즌 동안 브루클린 로빈스, 신시내티 레즈, 보스턴 브레이브스, 뉴욕 자이언츠 등지에서 뛰었다. 1986년에 미국 야구 명예의 전당에 헌액되었다.
야구 전문 저술가인 빌 제임스는 롬바디를 두고 "메이저 리그에서 야구를 잘한 가장 느린 사내"라고 불렀다. 롬바디는 7차례 올스타에 선정되었으며, 10시즌 동안 3할 이상의 타율을 기록했으며 통산 타율은 .306를 마크했다.

## 주해
1. ↑  1945년 메이저 리그 베이스볼 올스타전은 취소되어서 올스타를 공식적으로 선정하지는 않았다.